# Chris De Craene
Chris De Craene is een voormalig Belgische topatlete op de Paralympische Spelen. Ze zwom en deed aan wheelen. De Craene deed mee aan de Paralympische Spelen van 1984 in New York. Zij behaalde daar drie medailles, één zilver en twee brons.